# کوسه کلوچه‌بر دندان‌دراز
کوسه کلوچه‌بر دندان‌دراز (نام علمی: Isistius plutodus) نام یک گونه از راسته خاردارکوسه‌سانان است.